# Regione di Mopti
La regione di Mopti è una delle 8 regioni del Mali. Il capoluogo è la città di Mopti.
La regione di Mopti è divisa in 8 circondari:
- Bandiagara
- Bankass
- Djenné
- Douentza
- Koro
- Mopti
- Ténenkou
- Youwarou